# Ukraina i Eurovision Song Contest 2017
Ukraina deltog i Eurovision Song Contest 2017 i Kiev, Ukraina. O.Torvald med "Time" representerade landet.
3 semifinaler och en final var upplägget.

## Semifinal 1
Semifinal 1 hölls 4 februari 2017. Bidragen med gul bakgrund gick vidare till final.
| Pos. | Artist                      | Sång                  | Jury | Tele | Poäng | Plats |
| ---- | --------------------------- | --------------------- | ---- | ---- | ----- | ----- |
| 1    | SKAI                        | "All My Love For You" | 6    | 5    | 11    | 4     |
| 2    | Roman Veremeychik & Lumiere | "Make It Real"        | 2    | 3    | 5     | 6     |
| 3    | Monochromea                 | "Blue Bird"           | 3    | 2    | 5     | 7     |
| 4    | Laliko                      | "Sugar Whisper"       | 1    | 1    | 2     | 8     |
| 5    | Salto Nazad                 | "O, mamo!"            | 8    | 6    | 14    | 2     |
| 6    | MamaRika                    | "We Are One"          | 5    | 4    | 9     | 5     |
| 7    | Tayanna                     | "I Love You"          | 7    | 8    | 15    | 1     |
| 8    | Arsen Mirzoyan              | "Geraldine"           | 4    | 7    | 11    | 3     |

## Semifinal 2
Semifinal 2 hölls 11 februari 2017. Bidragen med gul bakgrund gick vidare till final.
| Pos. | Artist      | Sång                   | Jury | Tele | Poäng | Plats |
| ---- | ----------- | ---------------------- | ---- | ---- | ----- | ----- |
| 1    | Letay       | "Svit chekaye"         | 1    | 1    | 2     | 8     |
| 2    | Mila Nytych | "Mystery"              | 3    | 3    | 6     | 7     |
| 3    | Kuznetsov   | "Deep Shivers"         | 2    | 7    | 9     | 5     |
| 4    | Aghiazma    | "Synthetic Sun"        | 5    | 2    | 7     | 6     |
| 5    | Detach      | "Distance"             | 4    | 6    | 10    | 3     |
| 6    | Rozhden     | "Saturn"               | 8    | 5    | 13    | 2     |
| 7    | Panivalkova | "Dokuchayu"            | 6    | 4    | 10    | 4     |
| 8    | Illaria     | "Thank You for My Way" | 7    | 8    | 15    | 1     |

## Semifinal 3
Semifinal 3 hölls 18 februari 2017. Bidragen med gul bakgrund gick vidare till final.
| Pos. | Artist            | Sång                 | Jury | Tele | Poäng | Plats |
| ---- | ----------------- | -------------------- | ---- | ---- | ----- | ----- |
| 1    | Payushchie Trusy  | "Singing Pants"      | 2    | 1    | 3     | 8     |
| 2    | O.Torvald         | "Time"               | 7    | 7    | 14    | 1     |
| 3    | Anastasia Prudius | "Flow"               | 3    | 3    | 6     | 6     |
| 4    | Vitaly Kozlovsky  | "I'm Your Light"     | 1    | 2    | 3     | 7     |
| 5    | Kadnay            | "Freedom In My Mind" | 8    | 5    | 13    | 3     |
| 6    | Melovin           | "Wonder"             | 5    | 8    | 13    | 2     |
| 7    | Green Grey        | "Future Is On"       | 4    | 4    | 8     | 5     |
| 8    | Vivienne Mort     | "Iniy"               | 6    | 6    | 12    | 4     |

## Finalen
Finalen hölls 25 februari 2017.
| Pos. | Artist      | Sång                   | Jury | Tele | Poäng | Plats |
| ---- | ----------- | ---------------------- | ---- | ---- | ----- | ----- |
| 1    | Salto Nazad | "O, mamo!"             | 1    | 3    | 4     | 6     |
| 2    | Melovin     | "Wonder"               | 2    | 6    | 8     | 3     |
| 3    | O.Torvald   | "Time"                 | 5    | 5    | 10    | 1     |
| 4    | Illaria     | "Thank You for My Way" | 4    | 1    | 5     | 5     |
| 5    | Tayanna     | "I Love You"           | 6    | 4    | 10    | 2     |
| 6    | Rozhden     | "Saturn"               | 3    | 2    | 5     | 4     |